# Briefsteller

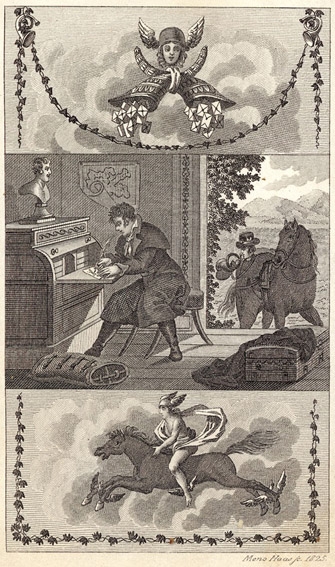
J. C. Vollbeding: Neuer gemeinnützlicher Briefsteller für das bürgerliche Geschäftsleben, Berlin 1825 (Titelillustration)

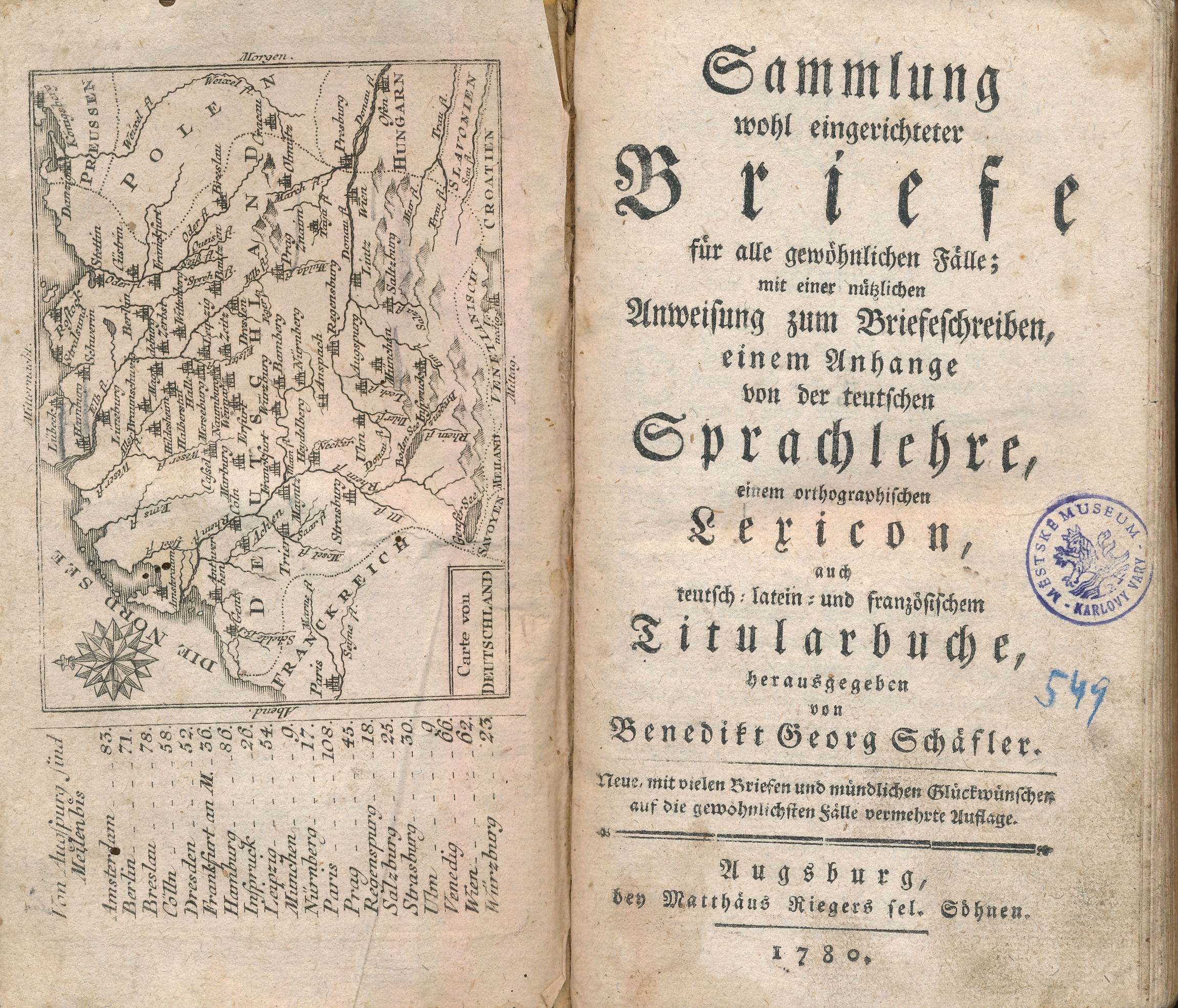
Briefsteller mit Sprachlehre, orthographischem Lexikon und Titularbuch, Augsburg 1780 (Landkarte und Titelblatt)

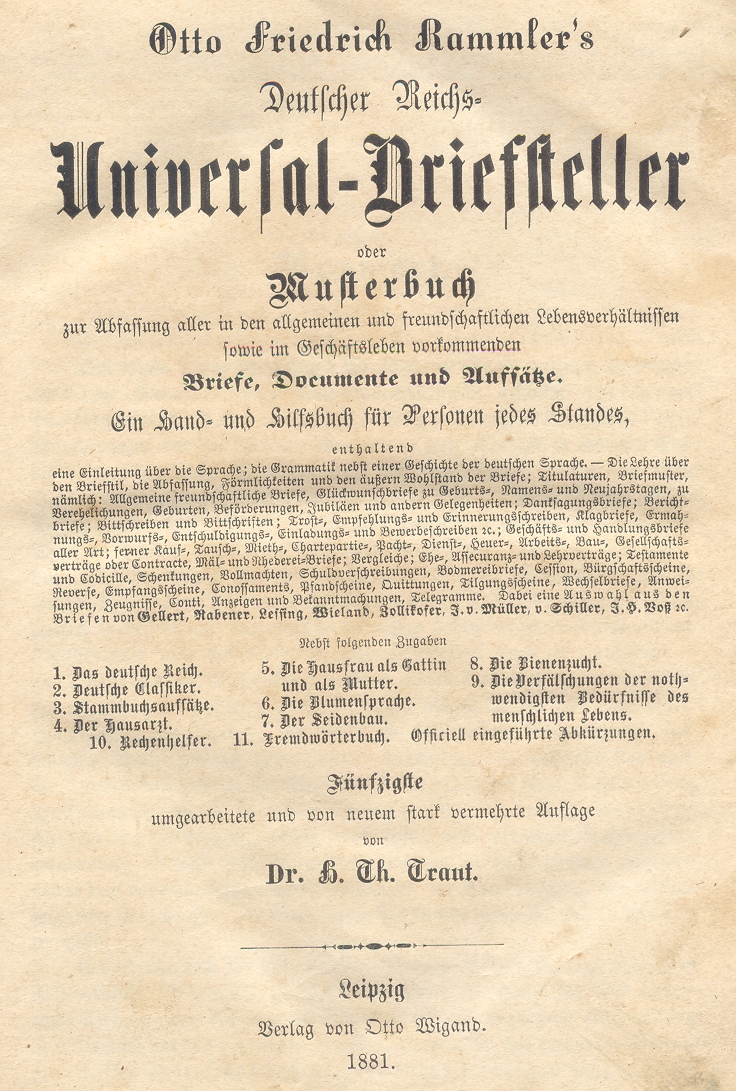
Deutscher Reichs-Universal-Briefsteller, Leipzig 1881 (Titelblatt)

Briefsteller war ursprünglich die Bezeichnung für eine Person, die im Auftrag anderer Personen deren Briefe schrieb. Dann wurde das Wort als Titel für solche Bücher übernommen, die Anleitungen zum Briefeschreiben sowie Musterbriefe enthielten. Diese Textgattung entstand bereits im 15. Jahrhundert und sie gewann vor allem im 17. und 18. Jahrhundert eine hohe Bedeutung.

## Geschichte
Stärker als im Französischen und im Englischen wurde im deutschen Sprachraum das Titulaturwesen gepflegt (Johann Leonhard Rosts Briefsteller von 1713 bietet eingehende Beobachtungen hierzu, sowie einen Überblick über den Markt). Personen mussten nach Stand korrekt adressiert und angesprochen werden. Diese Tradition ist heute fast nur noch im Wissenschaftsbetrieb und in der Kirche spürbar (mit Anreden wie Spectabilis für den Dekan einer Universität).
Jenseits der Titulatur galt es, die Briefe nach unterschiedlichen Aufgaben wie z. B. Bewerbungsschreiben, Vorstellungsschreiben, Suppliquen (Bittbriefe) usw. zu kategorisieren, die dann wiederum nach Anlass und Ansprechpartner unterschiedlich formuliert sein mussten. Schließlich war im Brief die korrekte Abfolge der Schritte zu beachten: Eröffnung, das Vorbringen des Anliegens in seinen jeweiligen Punkten und so fort.
Ende des 17. Jahrhunderts wurde mit dem Aufkommen der galanten Conduite die Produktion an Briefstellern zu einem Moden unterworfenen und ebenso Moden schaffenden Geschäft. Die führenden Romanautoren gaben nacheinander von August Bohse über Christian Friedrich Hunold zu Johann Leonhard Rost Briefsteller heraus, in denen sie als Meister des aktuellen Stils den Markt nutzten. August Bohse lebte in den 1680er und 1690er Jahren von Kursen, die er neben seinen Publikationen anbot. Den Vorrang errang jedoch Hunold alias Menantes mit Briefstellern, die in den ersten beiden Jahrzehnten des 18. Jahrhunderts einige Modifikationen erfuhren und in den ersten Ausgaben die Kundschaft reizten, da der Autor unter den „vermischten Briefen“ auch solche einstreute, die er selbst geschrieben oder erhalten hatte, was Interessenten erste Einblicke in das Leben des skandalumwitterten Roman- und Opernautors bot. Rost alias Meletaon beschränkte sich in der Konkurrenz mit seinen beiden Titeln 1713 und 1716 auf die praktischere und grundlegendere Unterrichtung, hier sind rückblickend betrachtet vor allem die Einleitungen des Buches von 1713 interessant.
Das Genre geriet Mitte des 18. Jahrhunderts wieder aus der Mode. Anleitungen zu Briefen und den nötigen Formalien mussten und müssen dessen ungeachtet nach wie vor gegeben werden und finden sich noch immer in Etiketteratgebern wie in Büchern, die für spezifische Lebenssituationen Anleitungen geben – ein breiter Markt an Ratgeberbüchern gibt heute Muster perfekter Bewerbungsmappen und Anschreiben. Eigene Kurse bieten Unterricht auf dem Gebiet an. Das Wort Briefsteller wurde der Gattungsbegriff für die untergegangene Produktion, in der strenge Formalien galten, während in der heutigen Konkurrenzsituation vor allem der Eindruck der (Selbst-)Darstellung zählt.

## Quelle
- Brockhaus: Konversationslexikon. Vierzehnte vollständig neubearbeitete Auflage. Brockhaus, Leipzig 1895, Bd. 3, Lemma Briefsteller, S. 530–531.

## Werke (Auswahl)
Chronologische Reihenfolge:
- August Bohse: Gründliche Einleitung zu Deutschen Teutschen Briefen. Jena 1706 (Nachdruck: Scriptor, Kronberg 1974).
- Christian Friedrich Hunold: Die allerneueste Art höflich und galant zu schreiben, oder auserlesene Briefe […] von Menantes. G. Liebernickel, Hamburg 1707.
- Johann Leonhard Rost: Das neu-eröffnete teutsche Briefe Cabinet […] von Meletaon. J. Chr. Lochner, Nürnberg 1713.
- Johann Wilhelm Schaubert: Anweisung zur Regelmäsigen Abfassung Teutscher Briefe und besonderes der Wohlstandsbriefe. Güth, Jena 1751 ([7] Bl., 240 S.; 8º, uni-goettingen.de).
- Gottfried Schmotther: Von der Epistolographia oder der inner- und äußerlichen Beschaffenheit eines anständigen Briefs an hohe und nieder Personen […] . Dresden 1752 (Digitalisat).
- Die Kunst deutsche Briefe zu verfertigen, Nebst orthographischen Vorlesungen. Glogau 1775 (Digitalisat).
- Benedikt Georg Schäfler: Sammlung wohl eingerichteter Briefe für alle gewöhnlichen Fälle. Rieger, Augsburg 1780, OCLC 165740513, urn:nbn:de:bvb:12-bsb10404472-6.
- Johann Georg Müller: Neuester Briefsteller für alle Fälle im gemeinen Leben. Nebst einer Anleitung Geschäftsaufsätze zu verfertigen. Anton Doll, Wien 1801 (Digitalisat (PDF; 7,3 MB) (Memento vom 27. September 2007 im Internet Archive)).
- Otto Friedrich Rammler: Otto Friedrich Rammler's Universal-Briefsteller oder Musterbuch zur Abfassung aller in den allgemeinen und freundschaftlichen Lebensverhältnissen sowie im Geschäftsleben vorkommenden Briefe, Documente und Aufsätze. 18. Auflage. Otto Wigand, Leipzig 1848, OCLC 162480667, urn:nbn:de:bvb:12-bsb10403732-6.
- Alois Josef Ruckert: Briefsteller für Volks- und Fortbildungsschulen. Anleitung zum richtigen Briefschreiben mit mehr als 200 ausgearbeiteten Briefen und Geschäftsaufsätzen. Wilhelm Keller, Würzburg 1875 (Digitalisat; E-Texte in Auswahl (Memento vom 29. September 2007 im Internet Archive)).
- Duden-Redaktion: Briefe schreiben – leicht gemacht. Der Ratgeber zum Verfassen von Geschäfts- und Privatbriefe sowie E-Mails. Mit vielen Anleitungen und Musterbriefen. Dudenverlag, Mannheim u. a. 2003, ISBN 3-411-05554-5.
- Das letzte Kapitel des über 150-mal gedruckten Sprachführers Colloquia et dictionariolum von Noël de Berlaimont, z. B. in den Ausgaben Antwerpen 1527 (S. 40–54) oder Košice 1691 (S. 270–311)